# El Pachón
El Pachón es un proyecto minero ubicado en el Departamento Calingasta, de la Provincia de San Juan, en la República Argentina. Está emplazado a unos 5 km de la frontera con la Chile a una altura entre 3000 y 4200 m s. n. m.
El yacimiento fue descubierto en el año 1964 por la Compañía Minera Aguilar, que durante los años siguientes realizó la construcción de infraestructura básica y tareas de prospección.

## Desarrollo del proyecto
El Pachón fue uno de los proyectos binacionales relacionados directamente con el Tratado sobre Integración y Complementación Minera entre Argentina y Chile cuyo acuerdo inicial se firmó en el año 1997 y que fue finalmente promulgado en el año 2000. El área de aplicación de este tratado se definió como una franja a lo largo de la línea fronteriza entre ambos países, con un ancho variable de “entre 15 y 190 kilómetros en Chile y de entre 20 y 220 kilómetros en la Argentina”, y de una longitud de unos 2700km, a partir del punto extremo norte de la frontera en común.
En el marco de este Tratado, se desarrolló la planificación de la operación de El Pachón:
- Obtención de concentrado de cobre mediante un proceso de flotación convencional en el yacimiento de El Pachón.
- Transporte del producto mediante un mineroducto de aproximadamente 160 km de longitud. El cruce de la frontera se realizaría a través de un túnel de 2,2 km de longitud. Una vez en Chile, el trazado del mineroducto continuaría descendiendo hacia los valles del río Choapa y el Estero Conchalí, hasta llegar a Los Vilos.
- Procesamiento del concentrado de cobre y almacenamiento en el puerto Los Vilos, sobre el océano Pacífico.[5]

La planificación incluía el trazado de un camino de unos 52 km para el tránsito de vehículos, aproximadamente coincidente con el mineroducto en el tramo de cruce de la frontera y hasta la mina Los Pelambres (en Chile). Desde allí, se utilizaría el camino ya existente que conecta esta mina con el puerto de Los Vilos.
El proyecto se vio afectado por modificaciones en su planificación. El cambio más importante fue la decisión de que la totalidad del proyecto se desarrolle en Argentina, y el material producido se traslade por ferrocarril y se exporte desde el Puerto de Santa Fe.
Estas modificaciones dilataron la presentación del Informe de Impacto Ambiental y su consecuente estudio y aprobación.
Durante la presidencia de Mauricio Macri se pusieron en marcha una serie de medidas a fin de impulsar la actividad minera, entre ellas algunas de impacto directo en la rentabilidad, como la mejora en el tipo de cambio, la eliminación de retenciones, apertura de importaciones y transferencias de divisas al exterior, entre otras. Pese a esas medidas, la empresa Glencore demoró el avance de las etapas previas a la puesta en marcha de la operación, y se comprometió a presentar un informe de impacto ambiental para la etapa de explotación durante el primer trimestre de 2022.

## Geología y mineralización
El Área de Minas de la Facultad de Ingeniería de la Universidad Nacional de Jujuy, informa: 

Stockwork de venillas de cuarzo, fracturas y brechas con pirita y calcopirita en o en las adyacencias de intrusiones porfiricas y cuerpos de brechas relacionados. Hay sulfuros diseminados en cantidades subordinadas. La mineralización se asocia especial y genéticamente con la alteración 
hidrotermal que afecta a la intrusión y a la roca de caja.

## Reservas
Hacia finales del 2012, se estimaba que el yacimiento contenía 3,300 millones de toneladas de mineral, “con una ley de cobre de 0,47%, a una ley de corte de 0,2% de cobre, además de molibdeno y plata contenidos como subproductos”, sobre la base de la información proporcionada por la empresa operadora del proyecto.

## Conflictos y controversias
El Tratado sobre Integración y Complementación Minera -fundamental para el desarrollo de El Pachón- firmado entre Argentina y Chile en el año 2000 recibió críticas y cuestionamientos desde distintos sectores, ya que establece una extensa región en la cual se brindan amplias facilidades a la minería, en cualquiera de sus formas, y a todas las actividades o prácticas relacionadas, otorgando “el uso de toda clase de recursos naturales, insumos e infraestructura … sin discriminación alguna, en relación con la nacionalidad chilena o argentina de los inversionistas"
y creando una suerte de “país virtual” administrado y gobernado por la Comisión Administradora del Tratado.
Hasta el año 2012, el proyecto El Pachón involucraba el uso de parte de la infraestructura de la cercana mina chilena Los Pelambres. Hacia esa fecha, según denuncia Glencore, operadora de El Pachón, la empresa Los Pelambres comenzó a depositar escombros en sus terrenos, acumulando hasta el 2015 unos 50 millones de toneladas de roca estéril, en una superficie de 51 hectáreas y unos 400 neumáticos de gran tamaño en desuso, con el potencial riesgo ambiental derivado de esta acumulación.
El proyecto genera incertidumbre en relación con la posible vulneración del recurso hídrico, ya que su emplazamiento en alta montaña involucra la cuenca del río Los Patos, uno de los cuatro afluentes del río San Juan.
Asimismo, existen divergencias acerca de la afectación de los glaciares existentes en la zona, el ambiente periglaciar y permafrost, que constituyen un factor esencial para el abastecimiento de recurso hídrico en la zona.